# Alain Madelin
Alain Madelin (ur. 26 marca 1946 w Paryżu) – francuski polityk, były minister, eurodeputowany i parlamentarzysta, założyciel Demokracji Liberalnej.

## Życiorys
Z wykształcenia prawnik. W trakcie studiów, od 1964 stał na czele paramilitarnej, antykomunistycznej organizacji Occident.
Praktykował jako adwokat w Paryżu. Od 1978 do 2007 z wyjątkiem okresów pełnienia funkcji rządowych sprawował mandat deputowanego do Zgromadzenia Narodowego. W trakcie swojej kariery politycznej pełnił także różne funkcje w administracji terytorialnej. Od 1995 do 2001 był merem Redonu. Zasiadał w radzie regionu Bretania i departamentu Ille-et-Vilaine.
Trzykrotnie wchodził w skład francuskich rządów. Od 1986 do 1988 był ministrem przemysłu i turystyki w gabinecie Jacques’a Chiraca, zaś od 1993 do 1995 ministrem przedsiębiorczości i rozwoju gospodarczego w gabinecie Édouarda Balladura. W 1995 przez kilka miesięcy sprawował urząd ministra gospodarki i finansów w rządzie Alaina Juppé.
Przez wiele lat działał w centrowej Unii na rzecz Demokracji Francuskiej, a w jej ramach w Partii Republikańskiej. W 1997 stanął na czele republikanów, w tym samym roku zainicjował jej przekształcenie w Demokrację Liberalną, której został przewodniczącym. Rok później doprowadził do wyjścia DL z UDF.
W 1989 po raz pierwszy przez kilka miesięcy zasiadał w Parlamencie Europejskim, był członkiem Grupy Liberalnej, Demokratycznej i Reformatorskiej oraz wiceprzewodniczącym Komisji ds. Gospodarczych i Walutowych oraz Polityki Przemysłowej. Mandat europosła sprawował ponownie w okresie 1999–2002, zasiadając we frakcji Europejskiej Partii Ludowej i Europejskich Demokratów.
W 2002 wystartował w wyborach prezydenckich, mimo braku poparcia wśród posłów swojej partii, z których około 3/4 podpisało się pod apelem wspierającym już w pierwszej turze Jacques’a Chiraca. Alain Madelin otrzymał w głosowaniu poparcie na poziomie około 4%. Kilka dni po głosowaniu był jednym z zaledwie 4 deputowanych liberałów, którzy nie wsparli deklaracji o przystąpieniu do Unii na rzecz Większości Prezydenckiej. Ostatecznie wraz ze swoim ugrupowaniem przeszedł do UMP, w 2002 z powodzeniem ubiegał się o reelekcję do Zgromadzenia Narodowego, a następnie został członkiem Unii na rzecz Ruchu Ludowego.
Uważany był za najbardziej proamerykańskiego polityka we Francji. W 2003 w „Le Figaro” opublikował tekst jednoznacznie popierający interwencję USA w Iraku. Alain Madelin nie uzyskał istotnej pozycji w nowym ugrupowaniu, w wyborach w 2007 zrezygnował z ubiegania się o reelekcję. W tym samym roku stanął na czele międzynarodowej fundacji Digital Solidarity Fund.